# Halictophagus americanus
Halictophagus americanus är en insektsart som beskrevs av Robert Cyril Layton Perkins 1905.
Halictophagus americanus ingår i släktet Halictophagus och familjen kamvridvingar. Inga underarter finns listade i Catalogue of Life.